# کوربووو
کوربووو (به صربی: Korbovo) یک منطقهٔ مسکونی در صربستان است که در کلادووا واقع شده‌است. کوربووو ۱٬۰۶۷ نفر جمعیت دارد.